# Saint-Georges (Québec)
Saint-Georges ist eine Stadt im Südosten der kanadischen Provinz Québec. Sie liegt in der Verwaltungsregion Chaudière-Appalaches, etwa 85 km südlich der Provinzhauptstadt Québec und 30 km westlich der Grenze zum US-Bundesstaat Maine. Der Verwaltungssitz der regionalen Grafschaftsgemeinde (municipalité régionale du comté) Beauce-Sartigan hat eine Fläche von 199,27 km² und zählt 32.513 Einwohner (Stand: 2016).

## Geographie
Saint-Georges liegt in der Region Beauce beidseits des Rivière Chaudière. Dieser Nebenfluss des Sankt-Lorenz-Stroms fließt von Süden nach Norden durch die Ausläufer der Appalachen. Südöstlich des Stadtzentrums befindet sich die Mündung des von Südosten her kommenden Rivière du Loup. Die engen Flusstäler werden auf beiden Seiten von bewaldeten Hügeln flankiert, die bis zu 180 Meter über dem Talboden aufragen. Verschiedene Nebenflüsse und -bäche, darunter der Rivière Famine, fließen zum Teil durch tief eingeschnittene Tobel.
Nachbargemeinden sind Notre-Dame-des-Pins und Saint-Simon-les-Mines im Norden, Saint-Benjamin und Saint-Prosper im Nordwesten, Saint-Philibert und Saint-Côme–Linière im Osten, Saint-René im Südosten, Saint-Martin im Süden, Saint-Honoré-de-Shenley im Südwesten, Saint-Benoît-Labre sowie Beauceville im Nordwesten.

## Geschichte
In den Jahren 1646, 1650 und 1651 erforschte der Jesuiten-Missionar Gabriel Druillettes das Chaudière-Tal und dessen Umgebung, um die Algonkin zu bekehren. Gegen Ende des 17. Jahrhunderts machte sich eine größere Gruppe dieser Ureinwohner sesshaft und gründete nahe der Mündung des Rivière de Famine eine Siedlung namens Sartigan. Die Besiedlung durch Europäer setzte allmählich ein, nachdem die Regierung Neufrankreichs 1736 zwei neue Seigneurien einrichtete.
Als eigentlicher Gründer von Saint-Georges gilt Johann Georg Pfotzer (1752–1848), ein aus dem badischen Willstätt stammender Geschäftsmann, der seinen Namen in Jean George Pozer zur leichteren Aussprache auf Französisch umwandelte. Im Jahr 1808 übernahm Pozer die mittlerweile vereinigte Grundherrschaft und wurde damit der vierte Grundherr von Aubert-Gallion (quatrième seigneur d’Aubert-Gallion). Mit der Ansiedlung von 189 deutschen Kolonisten, die Pozer 1817 auf eigene Kosten aus dem Badischen nach Kanada holte, begann dann erst die weitere Entwicklung der Siedlung. Sein Ziel war es, den von der damaligen Regierung unterstützten Flachsanbau in seiner Grundherrschaft und damit im damaligen Kanada einzuführen.
1835 erfolgte die offizielle Gründung der Pfarrei Saint-Georges, die Gemeinde wurde 1856 gegründet. 1907 erhielt Saint-Georges durch die Quebec Central Railway Anschluss ans Eisenbahnnetz, 1948 den Stadtstatus. 1990 fusionierte Saint-Georges-Ouest mit Saint-Georges, 2001 wurden Aubert-Gallion, Saint-Georges-Est und Saint-Jean-de-la-Lande eingemeindet.
Zu Ehren des Stadtgründers ist heute der Stadtpark von Saint-Georges nach ihm benannt (L'île Pozer), eine zentrale Hauptstraße (rue Pozer) sowie ein Fluss innerhalb des Stadtgebietes von Saint-Georges (Rivière Pozer).

## Bevölkerung
Gemäß der Volkszählung 2011 zählte Saint-Georges 31.862 Einwohner, was einer Bevölkerungsdichte von 157,3 Einw./km² entspricht. 98,2 % der Bevölkerung gaben Französisch als Hauptsprache an, der Anteil des Englischen betrug 0,9 %. Als zweisprachig (Französisch und Englisch) bezeichneten sich 0,3 %, auf andere Sprachen und Mehrfachantworten entfielen 0,6 %. Ausschließlich Französisch sprachen 74,9 %. Im Jahr 2001 waren 93,4 % der Bevölkerung römisch-katholisch, 2,6 % protestantisch und 3,4 % konfessionslos.

## Verkehr
Am östlichen Stadtrand beginnt die Autoroute 73, die Autobahn in Richtung Québec. Durch das Chaudière-Tal verläuft die Route 173, die Lévis mit der Grenze zu Maine verbindet. Saint-Georges ist mit Fernbuslinien erreichbar, ein kleiner Regionalflughafen drei Kilometer südwestlich des Stadtzentrums dient der allgemeinen Luftfahrt.

## Sport
Bekannteste Sportmannschaft der Stadt ist das Eishockeyteam Cool FM 103,5 de Saint-Georges in der Ligue Nord-Américaine de Hockey; die Heimspiele werden im Centre Lacroix-Dutil ausgetragen, das bis zu 2.500 Zuschauern Platz bietet.

## Städtepartnerschaft
Seit 1997 besteht eine Städtepartnerschaft zwischen Saint-Georges und der französischen Stadt Lisieux in der Normandie.

## Persönlichkeiten
- Clermont Pépin (1926–2006), Komponist, Pianist und Musikpädagoge
- Jesse Bélanger (* 1969), Eishockeyspieler
- Stéphane Veilleux (* 1981), Eishockeyspieler
- Tammara Thibeault (* 1996), Boxerin